# Blepharis stainbankiae
Blepharis stainbankiae är en akantusväxtart som beskrevs av C. B. Cl.. Blepharis stainbankiae ingår i släktet Blepharis och familjen akantusväxter. Inga underarter finns listade i Catalogue of Life.